# Passiflora pittieri
Passiflora pittieri Mast. – gatunek rośliny z rodziny męczennicowatych (Passifloraceae Juss. ex Kunth in Humb.). Występuje naturalnie na obszarze od południowego Meksyku aż po zachodnią część Kolumbii. Według niektórych źródeł rośnie także w Ekwadorze. 

## Morfologia
PokrójZdrewniałe, trwałe, nagie liany.
LiściePodłużne lub podłużnie owalne, rozwarte u podstawy, prawie skórzaste. Mają 8–32 cm długości oraz 4–14 cm szerokości. Całobrzegie, ze spiczastym wierzchołkiem. Ogonek liściowy jest owłosiony i ma długość 10–25 mm. Przylistki są liniowe o długości 1–4 mm.
KwiatyPojedyncze lub zebrane w pary. Działki kielicha są podłużne, białe, mają 2,5–4 cm długości. Płatki są podłużne, białe, mają 2,5–4 cm długości. Przykoronek ułożony jest w 4–5 rzędach, żółty, ma 1–23 mm długości.
OwoceSą elipsoidalnego lub jajowatego kształtu. Mają 6–8 cm długości i 3–4 cm średnicy.